# Aghios Epiktitos Vrysi

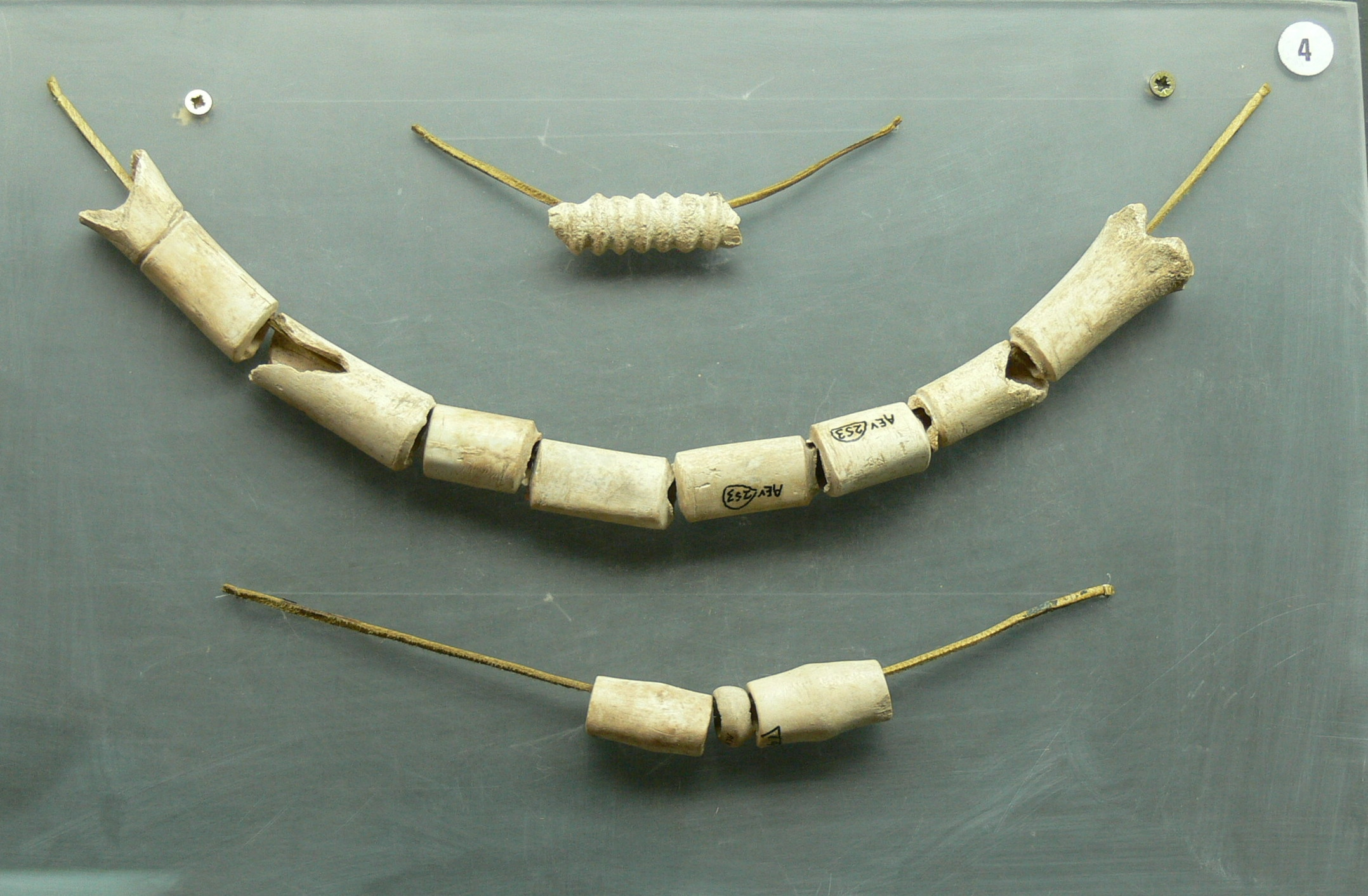
Knochenperlen, Archäologisches Museum Kyrenia

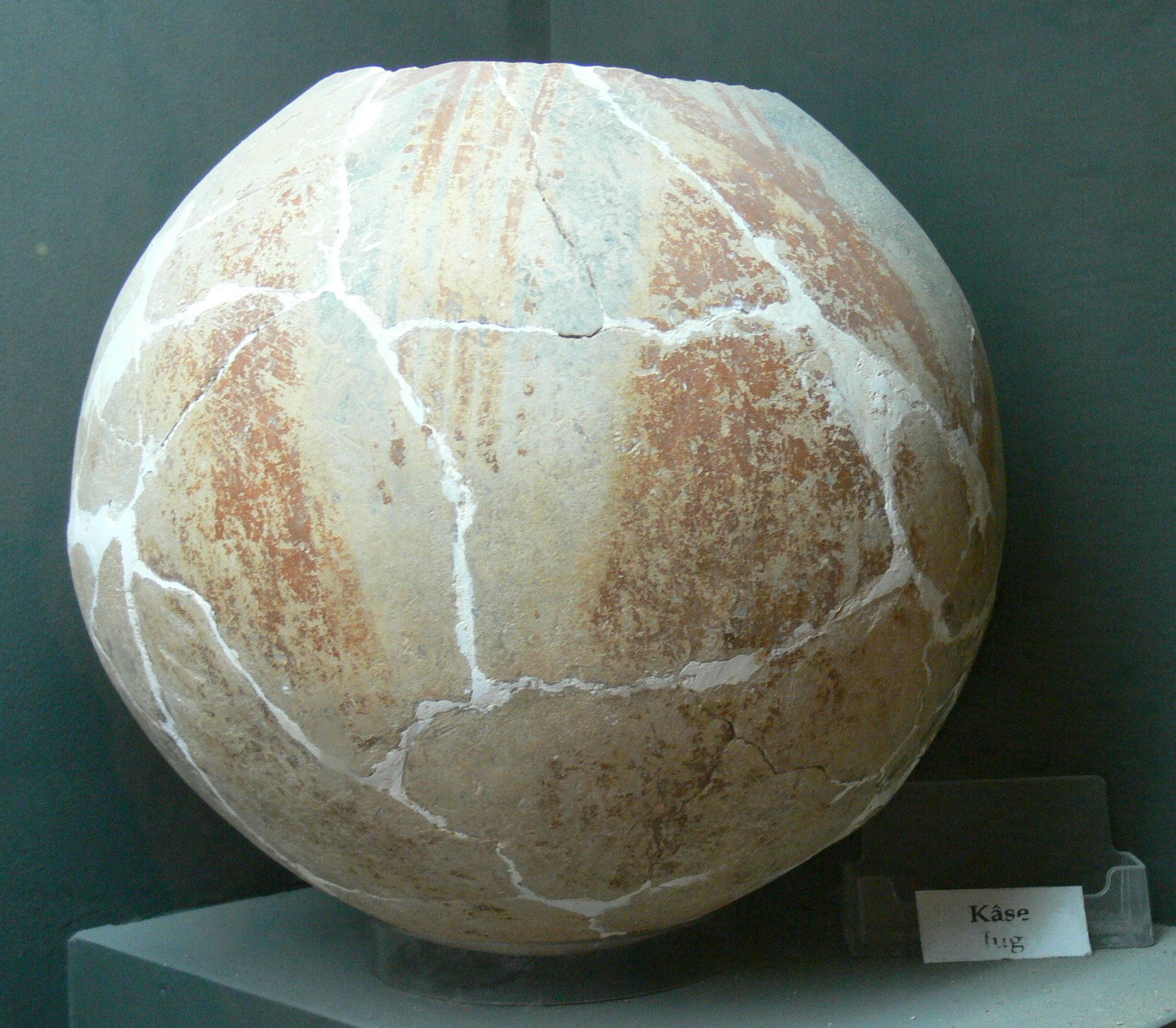
Keramikkrug, ebenda

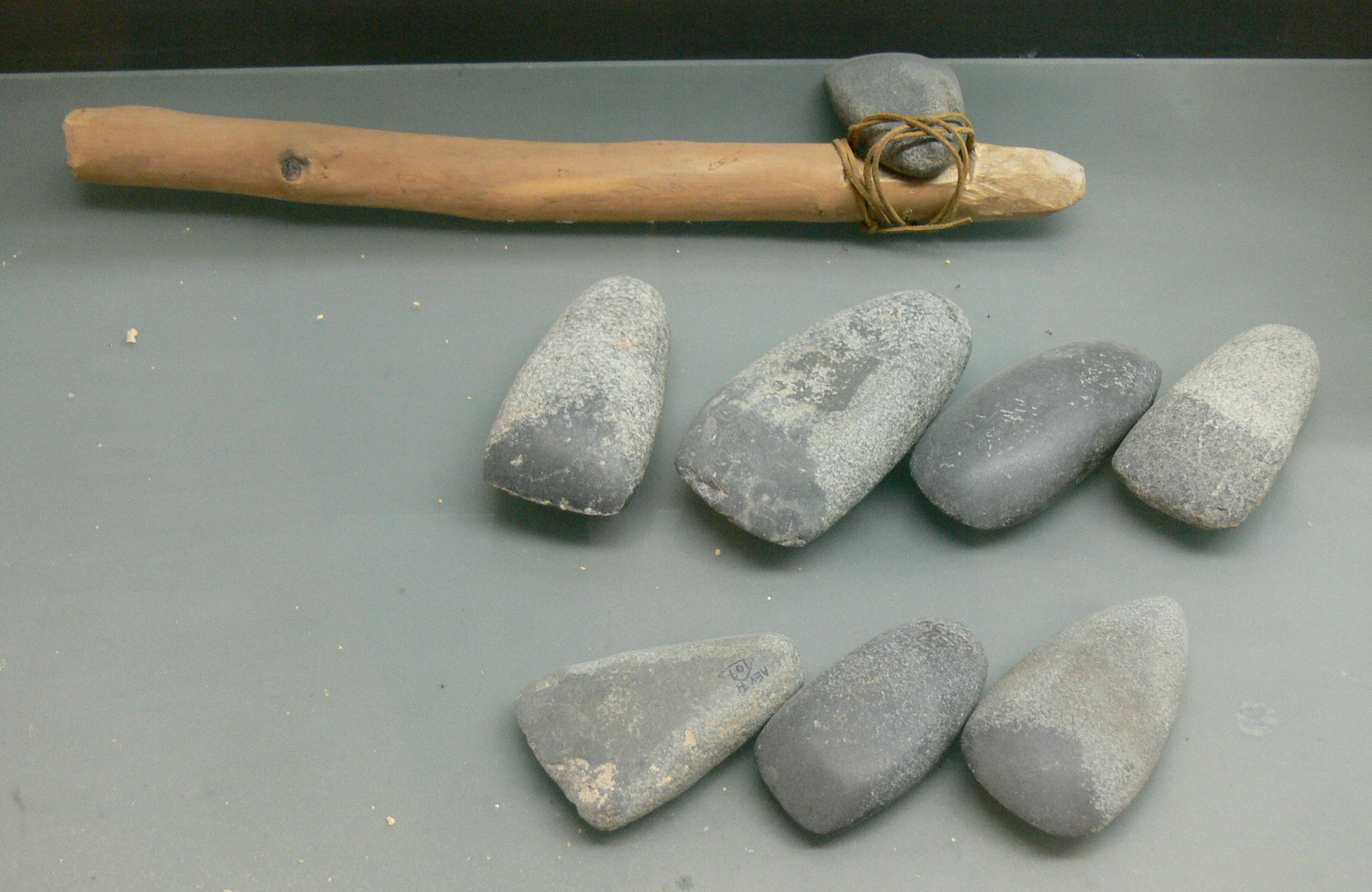
Steinbeile, ebenda

Als Aghios Epiktitos Vrysi (auch Ayios Epiktitos Vrysi, häufig verkürzt Vrysi) wird in der Fachliteratur eine archäologische Fundstätte auf Zypern bezeichnet, die 9 km östlich von Kyrenia auf einer 9 bis 10 m hohen Klippe liegt. Sie wird dem keramischen Neolithikum der Insel zugeordnet und wurde auf die Zeit zwischen 4400 und 3800 v. Chr. v. Chr. datiert. Inzwischen liegen Daten aus dem Zeitraum für die 14 verlässlichsten C-14-Daten zwischen 4354 und 3951 v. Chr. vor. Die dortige Siedlung bestand aus mindestens 15 Häusern auf einer Fläche von über 600 m², wobei Unterspülung und nachfolgende Abbrüche das Areal kontinuierlich verkleinert haben. Ursprünglich wird die Größe der Siedlung auf mehr als einen halben Hektar geschätzt. Leiter der 1969 bis 1973 durchgeführten Ausgrabung war Edgar J. Peltenburg.
Die Erbauer trieben ihre Behausungen bis zu 7 m in die Tiefe, so dass kreisrunde Gruben im Fels entstanden, die durchschnittlich 14 m² Grundfläche aufwiesen. Sie ähneln denen von Sotira. Sie besaßen Feuerstellen und erhöhte Schlafstellen, Bänke und Sitze an den Wänden sowie Plätze, an denen immer dieselben Aufgaben durchgeführt wurden. Vom Meer aus war das Dorf praktisch nicht zu sehen.
In das Innere gelangte man über ein Reetdach, wobei die Wohnungen im Laufe der Zeit immer geräumiger wurden, sie erhoben sich nun auch oberirdisch bis zu 3 m in die Höhe und wiesen 60 cm dicke Außenwände auf. Im Schnitt waren die Räume nun 2,00 bis 2,70 m hoch. Die schmalen Wege zwischen den Häusern waren mit Kieselsteinen gepflastert. Anscheinend war es nicht mehr notwendig, die Siedlung Richtung See zu verbergen. 
Schließlich erhielt das Dorf eine bis zu 5 m hohe Mauer, die den Felsvorsprung gegen die Küstenebene abgrenzte, und die von einem bis zu 7 m breiten und 4,5 m tiefen Graben gedeckt war. 
Offenbar wurde die gesellschaftliche Hierarchie deutlich steiler, Signum einer Gesellschaft, die von Arbeitsteilung lebte und die eigene Handwerkerhäuser errichtete. Basis der Wirtschaft waren weiterhin Jagd auf Säugetiere, Schildkröten, Fische und Vögel, dann Land- und Viehwirtschaft (Schaf, Schwein, Ziege, Hund, Katze), aber auch Handwerk. Die angrenzende Ebene bot Olivenhaine und gestattete die Anlage von Weizen-, Gersten- und Haferfeldern. Auch Wein wurde kultiviert. Die ungewöhnliche Dichte der Schaf- und Ziegenpopulation sowie eine erhebliche Zahl von verschiedenen Ahlen und Nadeln bezeugen eine entwickelte Textilverarbeitung, deren Produkte offenbar nach außerhalb gehandelt und getauscht wurden. 
Dabei war Obsidian weiterhin in Gebrauch, doch war es, im Gegensatz zu früheren Epochen, auf Zypern äußerst selten geworden. In Vrysi fand man nur ein einziges Stück.
Da sich keinerlei Gräber innerhalb der Siedlung fanden, nimmt man an, dass die Toten in Gruben außerhalb des Ortes beigesetzt wurden, ähnlich wie in Sotira. 
Vrysi spielt für die Chronologie Zyperns eine gewisse Rolle, denn die zeitliche Grenze zwischen akeramischem und keramischem Neolithikum wird seit langem diskutiert. Während im einen Modell die zeitliche Grenze bei 5129 ± 77 cal BC gesehen wird, sieht das andere Extremmodell diese Grenze bei 4524 ± 109. Dabei sprechen (Stand: 2013) nur vier Fundstücke, die zeitlich ausgesprochen früh liegen, für einen früheren Zeitpunkt. Zwei der insgesamt nur vier Stücke stammen aus Vrysi, und sie stammen aus dem frühen 5. Jahrtausend. Von den beiden noch älteren Fundstücken ist eines fehlerhaft datiert worden, das andere stammt aus Kandou Kofovounos. Insgesamt bleibt das erste halbe Jahrtausend des keramischen Neolithikums extrem schwach dokumentiert, so dass der Eindruck einer gewaltigen Lücke bleibt.